# オークワ新宮仲之町店
オークワ新宮仲之町店（オークワしんぐうなかのちょうてん）とは、和歌山県新宮市に存在するオークワのショッピングセンターである。前身はペアシティ新宮。
アーケード商店街の新宮仲之町商店街と丹鶴商店街をつなぐ場所にある。

## 歴史

### 主婦の店新宮店/新宮大桑百貨店（1959年～1988年）
1959年（昭和34年）2月27日、主婦の店新宮店として開店した。和歌山県では初となるセルフ式スーパーマーケットであり、後のオークワにとってはスーパーマーケットとしての1号店だった。
1968年（昭和43年）には店舗を建て替えてリニューアルし、主婦の店新宮店から新宮大桑百貨店に改称した。この際の建物が後のジョイ館である。かつてジョイ館の屋上には遊園地があった。

### ペアシティ新宮（1988年～2007年）
1988年（昭和63年）には新たにライフ館を建設し、12月にはライフ館とジョイ館からなるペアシティ新宮が開店した。ライフ館にはオークワ・アミューズメント関連の店舗があり、立体駐車場が併設されていた。
1999年（平成11年）4月30日には新宮市郊外にジャスコ新宮店が開店し、ペアシティ新宮の客数が減少した。また、2001年（平成13年）には新宮市立市民病院も郊外に移転し、新宮市の中心市街地から人通りが減った。
2005年（平成17年）3月5日には新宮市郊外にスーパーセンターオークワ南紀店がオープンした。スーパーセンターオークワ南紀店との差別化を図るために、ペアシティ新宮は電気器具・スポーツ用品・書籍などの売り場をなくし、ジョイ館の1階から3階は100円ショップ、4階と5階はゲームセンターとなった。ライフ館の映画館、スポーツジム、食品売り場は残った。

### オークワ新宮仲之町店（2007年～）
2007年（平成19年）3月には老朽化していたジョイ館の営業を終了したことで、8173平方メートルだった売場面積を約20%縮小した。これにともなってペアシティ新宮からオークワ新宮仲之町店に改称し、3月17日に改装オープンした。改装オープン後の売場面積は直営部分が5271平方メートル、テナント部分が1259平方メートル。
100円ショップとゲームセンターが入っていたジョイ館は取り壊された。2008年（平成20年）5月には跡地にTSUTAYA WAY新宮仲之町店が開店した。

## テナント

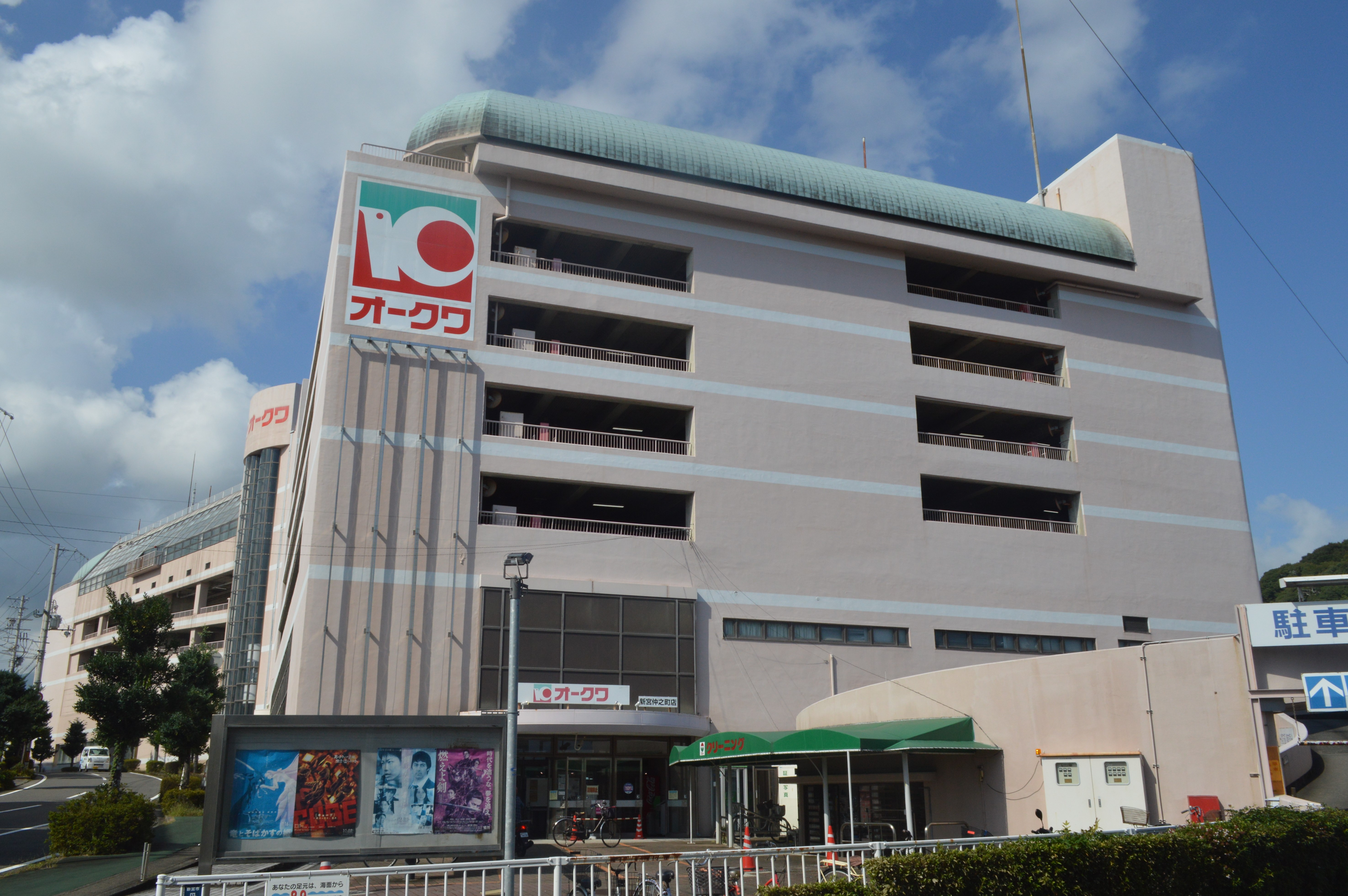
店舗の南側

### オークワ新宮仲之町店（2008年～）
- 1階
  - 食料品、日用品、薬売場。
  - 不二家
  - 和歌山放送新宮支局スタジオ
  - 三十三銀行ATM
  - 紀陽銀行ATM

- 2階
  - 衣料品、おもちゃ、ゲーム売場

- 3階
  - ダイソー

- オー・エンターテイメント
  - TSUTAYAWAY新宮仲之町店 - 2006年5月開店。ジョイ館跡地。
  - ジストシネマ新宮 - 1988年12月開館。2008年10月31日閉館。ライフ館6階にあった。
  - ジストスポーツクラブ新宮 - 施設老朽化が進み、2011年6月30日をもって閉店。プールなどがあった。

### ペアシティ新宮（～2007年）

#### ライフ館（7階建）
- オークワ
- オー・エンターテイメント
  - ジストシネマ新宮 - 1988年12月開館。2スクリーンの映画館。
  - WAY(CD・書籍)
  - マクドナルド
- ATM
  - 紀陽銀行
  - 三十三銀行

他

#### ジョイ館（4階建）
- ミスタードーナツ
- TAITO
- ダイソー

他